# Карабчиевский, Юрий Аркадьевич
Ю́рий Арка́дьевич Карабчие́вский (14 октября 1938, Москва — 30 июля 1992, там же) — русский поэт, прозаик и литературный критик-эссеист, биограф, маяковед, советский диссидент.

## Биография
Родился в Москве, жил в коммунальной квартире на улице Потылиха. Во время Великой Отечественной войны вместе с матерью, Евгенией Израилевной Карабчиевской (1913—1991), и старшим братом находился в эвакуации в Челябинске. Его отец, Аркадий Львович Карабчиевский (1912—?), уроженец местечка Белиловка Киевской губернии, старший техник-лейтенант — служил начальником связи эскадрильи отдельного авиационного полка 4-го Украинского фронта.
Учился в школе № 78. Окончил Московский приборостроительный техникум и энергетический институт по специальности автоматика и вычислительная техника. Работал в биологических и медицинских лабораториях, а с 1974 по 1989 год — рабочим по ремонту электронных приборов на заводе «Эталон».
Как поэт дебютировал в 1955 году в газете «Московский комсомолец». За последующие десять лет смог напечатать в различных изданиях всего четыре стихотворения (одно из них — в журнале «Юность», за 1961 г.). А затем до 1988 года Карабчиевский печатался только в русских изданиях на Западе (журналы «Грани» (Германия), «Вестник РХД» (Париж), «Время и мы», «22» (Тель-Авив) и др.).

Я родился в 1938 году, москвич, вечный и постоянный. Технарь — тоже постоянный, с детства. Почти всю жизнь литература и техника были для меня параллельными занятиями, только за одно платили, за другое — нет. …В середине 60-х годов опубликовал здесь несколько стихотворений. На этом все, едва начавшись, кончилось. Вернее так: после Праги, после 68-го года, я сам решил, что все здесь для меня кончилось, и 20 лет не публиковался, до 1988 года.

В 1974 году в «Вестнике РХД» последовала первая публикация Юрия Карабчиевского за границей: эссе «Улица Мандельштама». В сокращённом виде оно было напечатано в «Юности» только после Перестройки, в 1991 году.

Начиная с 1974 года писал прозу и всякую прочую филологию. Публиковался во многих западных журналах: «Грани», «Время и мы», «22», «Страна и мир». У нас — в альманахе «Метрополь». До осени 1989 года (15 лет) работал наладчиком на заводе, занимался ремонтом электронной аппаратуры. Так что я совсем недавно перешел на вольные литературные хлеба.

В 1979 году Карабчиевский по приглашению Андрея Битова принял участие в составлении независимого альманаха «Метрополь» и после шумного политического «метропольского» скандала, связанного с появлением не санкционированного госцензурой альманаха, получил как бы негласный статус писателя-диссидента с международной известностью — соответственно прессинг КГБ стал гораздо мягче, а в либеральных литературных кругах возник интерес к творчеству Карабчиевского. Но настоящую известность — сначала на Западе, а потом в СССР — принесла ему книга «Воскресение Маяковского». Она вышла в издательстве «Страна и мир» в 1985 году в Мюнхене.
В 1986 году в Париже книга была удостоена премии имени В. Даля. Решение об этом парижским жюри — в составе И. Иловайской, М. Геллера, Ж. Нива, Н. Струве и под председательством В. Некрасова — было, по сообщению журнала «Страна и мир», принято единогласно.

— В «Незабвенном Мишуне» вы описали ваше посещение Лубянки. Какие проблемы были у вас с КГБ?
— «Колпак» я ощущал постоянно до 1986 года. Была непрерывная слежка, часто демонстративная, особенно жестко меня «вели» до появления «Метрополя». Для меня «Метрополь» явился легализацией: я-то был никому не известен, а тут присоединился к известной группе литераторов.

Первой после длительного перерыва публикацией Карабчиевского на родине стала короткая рецензия на книгу Арсения Тарковского «От юности до старости» в «Новом мире» (1988, № 5). А немного спустя вышли номера журнала «Литературная Армения» (1988, № 7, 8) с публикацией одного из центральных произведений Карабчиевского — повести «Тоска по Армении». В последующие два-три года ведущие журналы страны («Театр», «Дружба народов», «Октябрь», «Юность» и др.) широко печатали стихи, прозу, эссеистику Карабчиевского. С 1990 года начали выходить его книги. Новое литературное имя было замечено сразу же — о Карабчиевском писали Лев Аннинский, Наталья Иванова, Ал. Михайлов, Леонид Бахнов, Леонид Баткин и другие; Карабчиевского стали приглашать на литературные вечера и встречи с читателями, им заинтересовались российские СМИ, в прессе появились интервью и беседы с ним.
В 1990 году эмигрировал в Израиль, в 1992 вернулся в Россию. Умер в Москве 30 июля 1992 года, приняв летальную дозу снотворного. Похоронен на Востряковском кладбище.

## Семья
Отец израильского журналиста и писателя Аркана Карива и художника Дмитрия Карабчиевского.

## Цитаты
Мой идеал — предельно близкий разговор с читателем.

## Произведения

### Поэмы
- «Юбилейная прелюдия» (1969)
- «Осенняя хроника» (1970)
- «Элегия» (1972)

### Романы и повести
- «Утро и вечер» (1976)
- «Жизнь Александра 3ильбера» (1975)
- «Тоска по Армении» (1978)
- «Воскресение Маяковского» (1983); Первое издание, 1985.
- «Незабвенный Мишуня (недоступная ссылка)» (1986)
- «Каждый раз весной» — над этой повестью автор работал до последних дней
- «Тоска по дому» (1991)

### Литературно-критические эссе
- «Улица Мандельштама» (1970)
- «Товарищ надежда» (1975)
- «И вохровцы и зеки» (1975)
- «В поисках уничтоженного времени» (1987) и другие.
- «Точка боли» (О романе Андрея Битова «Пушкинский дом») (недоступная ссылка) (1988)